# Marcelo Moreno
Marcelo Moreno Martins (* 18. Juni 1987 in Santa Cruz de la Sierra) ist ein ehemaliger bolivianisch-brasilianischer Fußballspieler.

## Karriere

### Verein
Moreno gab 2005 sein Profidebüt bei EC Vitória. Dort schaffte er den Durchbruch und wechselte zur Spielzeit 2007 zum brasilianischen Top-Verein Cruzeiro Belo Horizonte. 2008 wechselte der Stürmer für eine Ablösesumme von neun Millionen Euro von Cruzeiro zu Schachtar Donezk und unterschrieb einen Fünfjahresvertrag. Zur Saison 2009/10 wechselte er auf Leihbasis zu Werder Bremen, die eine anschließende Option auf einen Kauf und einen Vertrag bis 2014 vereinbarten aber nicht in Anspruch nahmen.
Am 2. August 2009 gab Moreno sein Pflichtspieldebüt in der ersten Runde des DFB-Pokals, als er in der 79. Minute gegen Doppeltorschützen Boubacar Sanogo eingewechselt wurde. Bei der Begegnung gegen den 1. FC Union Berlin erzielte der Angreifer sein Premierentor für Werder und setzte mit einem weiteren Treffer den Schlusspunkt beim 5:0-Sieg. Nachdem er jedoch in der weiteren Saison nicht die erhoffte Leistung erbrachte, wurde er in der Winterpause der Saison 2009/10 nach nur fünf Bundesligaeinsätzen nach Donezk zurückgeschickt, die ihn nur kurze Zeit später an den englischen Erstligisten Wigan Athletic erneut verliehen. 2012 bis 2014 hielt der Grêmio Porto Alegre seine Transferrechte. 2014 war er an den Cruzeiro EC ausgeliehen, mit dem in dem Jahr nationaler Meister wurde.
Nachdem er von 2015 bis 2019 in China bei Changchun Yatai, Wuhan Zall und Shijiazhuang Ever Bright FC aktiv, kehrte er 2020 zu Cruzeiro zurück, um diesen im Kampf um den Wiederaufstieg in die Série A zu unterstützen. Nachdem dieses in der Saison 2020 (elfter Platz mit sechs Punkten Abzug) und 2021 (14. Platz) nicht gelang, wechselte Martins im Anfang 2022 nach Paraguay zum Club Cerro Porteño. Ab April 2023 trat er für Independiente del Valle in Ecuador an und bestritt dort am 17. Dezember 2023 sein letztes Spiel als Profi. Er kam im März 2024 zwar noch bei Cruzeiro unter Vertrag, trainierte hier aber nur noch mit der Mannschaft. Ziel der Verpflichtung war es, dass Moreno bei dem Klub seine Karriere offiziell beenden wollte. Zu dem Abschiedsspiel kam es aber nicht mehr. Vor dem Finalrückspiel in der Staatsmeisterschaft von Minas Gerais gegen Atlético Mineiro am 7. April 2024 wurde er im Stadion verabschiedet und geehrt.

### Nationalmannschaft
Der als Sohn eines Brasilianers und einer Bolivianerin geborene Martins spielte zunächst in der U-20 Brasiliens, entschied sich aber 2007 für die bolivianische Nationalmannschaft. Beim historischen 6:1-Erfolg über das argentinische Nationalteam in der Qualifikation zur WM 2010 erzielte er den ersten Treffer. Am 12. November 2020 stellte er bei der 2:3-Niederlage in der Qualifikation zur WM 2022 gegen Ecuador mit seinem 20. Länderspieltor den Rekord von Joaquín Botero ein.
Am 28. März 2023 bestritt er beim Freundschaftsspiel gegen Saudi-Arabien sein 100. Länderspiel.

## Erfolge
Cruzeiro
- Staatsmeisterschaft von Minas Gerais: 2008, 2014
- Campeonato Brasileiro: 2014

Schachtar Donezk
- Ukrainischer Meister: 2010/11
- UEFA-Pokal: 2008/09

Flamengo
- Brasilianischer Pokalsieger: 2013

## Auszeichnungen
Cruzeiro
- Torschützenkönig der Copa Libertadores: 2008

Wuhan Zall
- Torschützenkönig der China League One: 2017 (23 Tore)